# Institut supérieur des études technologiques de Sousse
L'Institut supérieur des études technologiques de Sousse (arabe : المعهد العالي للدراسات التكنولوجية بسوسة) ou ISET-Sousse est une institution d'enseignement supérieur tunisienne formant des techniciens supérieurs et délivrant le diplôme de licence appliquée dans plusieurs domaines.
En 2004, une pépinière d'entreprises (Sousse Tech) existe au sein de l'institut afin de prendre en charge les créateurs de projets innovants.
L'Iset de Sousse est situé dans la cité Erriadh à Sousse.

## Anciens étudiants
- Slim Amamou, ministre après la révolution tunisienne et ancien membre du Parti pirate.